# Torgiano
Torgiano é uma comuna italiana da região da Umbria, província de Perugia, com cerca de 5.415 habitantes. Estende-se por uma área de 37 km², tendo uma densidade populacional de 146 hab/km². Faz fronteira com Bastia Umbra, Bettona, Deruta, Perugia.
Pertence à rede das Aldeias mais bonitas de Itália e à rede das Cidades Cittaslow.
Localizado na confluência do rio Chiascio em Tibre, é conhecida por sua produção de vinho.

## Demografia
| Variação demográfica do município entre 1861 e 2011                               |
|                                                                                   |
| Fonte: Istituto Nazionale di Statistica (ISTAT) - Elaboração gráfica da Wikipedia |

## Monumentos e atrações culturais
- Museo do vinho Lungarotti
- Museu da Oliveira e do Azeite
- Strada del vino e dell'arte